# Holocauste de Kédros
L'holocauste de Kédros (en grec moderne : Ολοκαύτωμα του Κέδρους / Olokaútoma tou Kédrous) également appelé catastrophe de Kédros, ou holocauste d'Amarí (en grec moderne : Ολοκαύτωμα του Αμαρίου / Olokaútoma tou Amaríou), est la tuerie de masse des habitants civils, de neuf villages, situés dans la vallée d'Amarí, sur l'île grecque de Crète, pendant son occupation par les puissances de l'Axe, durant la Seconde Guerre mondiale. Le massacre est une opération de représailles montée par les forces allemandes nazies.
L'opération est menée le 22 août 1944 par l'infanterie de la Wehrmacht et est suivie de la destruction de la plupart des villages, le pillage du bétail et la destruction des récoltes,.
Le nombre de victimes grecques est de 164 morts. L'opération est ordonnée par le Generalleutnant Friedrich-Wilhelm Müller, commandant de la garnison de Crète, afin d'intimider la population et dissuader les guérillas locales d'attaquer les forces d'occupation, pendant leur retraite imminente vers La Canée.

## Contexte
La vallée d'Amarí est située loin des grands centres urbains et connait une faible présence des forces allemandes, pendant l'occupation. Elle fournit un abri à plusieurs militaires du Commonwealth, qui se cachent encore sur l'île. Beaucoup d'autres ont traversé la vallée, en direction de la côte sud, pour être évacués vers l'Égypte. Plus tard, les habitants aident à transporter des fournitures et du matériel pour les résistants qui s'opposent à l'occupation allemande, et leur offrent de la nourriture. Amarí devient un centre important de la résistance crétoise.
Le soutien de la population locale, combiné à la beauté de la région, a conduit les agents du Special Operations Executive (SOE) britannique, alors en service en Crète, à inventer le surnom de Lotus Land pour désigner la vallée d'Amarí. Parmi ceux qui s'y sont abrités, il y a Thomas Dunbabin (en), Xan Fielding et Patrick Leigh Fermor qui utilisent diverses cachettes, sur les pentes voisines. De plus, les ravisseurs du général Kreipe ont passé quelques nuits dans une bergerie d'Amarí, pendant leur marche vers le sud,.
Au moment de l'opération Kédros, il est clair que l'Allemagne est en train de perdre la guerre. À la fin de l'été 1944, les forces d'occupation ont commencé à planifier leur retrait vers La Canée, où elles resteront jusqu'à leur capitulation, le 9 mai 1945.

## Le massacre
À l'aube du 22 août, plusieurs bataillons d'infanterie allemande (appartenant vraisemblablement au 16e régiment de la 22e division d'infanterie) arrivent dans la vallée d'Amarí. Ils parviennent à encercler les villages qui bordent le côté ouest de la vallée d'Amarí sans être remarqués par leurs habitants. Ces villages sont collectivement appelés les villages de Kédros, à savoir Gerakári, Gourgoúthi, Kardáki, Vrýses, Smilés, Drygiés, Áno Méros et Chordáki (en grec moderne : Γερακάρι, Γουργούθοι, Καρδάκι, Βρύσες, Σμιλές, Δρυγιές, Άνω Μέρος, Χορδάκι). Le village voisin de Krya Vrysi (Κρύα Βρύση) qui sont également encerclés. Dans tous les villages, les raids allemands suivent à peu près le même schéma,.
Les locaux sont rassemblés, l'identité des hommes est vérifiée, et ceux qui doivent être exécutés sont choisis et conservés séparément. Les femmes reçoivent l'ordre de rentrer chez elles et de récupérer leurs objets de valeur, sous prétexte qu'elles vont faire un long voyage. C'est une ruse pour faciliter le pillage qui va suivre. Les femmes, les enfants et les personnes âgées sont emmenés, tandis que les hommes dont la vie est épargnée sont contraints de marcher vers Réthymnon où ils sont enfermés dans la forteresse, pendant quelques semaines. Après leur départ, des pelotons d'exécution commencent à procéder à des exécutions par groupes. Une fois les exécutions terminées, les cadavres sont arrosés d'essence et mis à feu. Dans certains cas, les exécutions ont lieu dans une maison de village qui est ensuite dynamitée, comme à Gerakári, Vrýses et Áno Méros.
Les jours suivants, les maisons des villages sont pillées puis brûlées ou dynamitées, comme à Kándanos, trois ans plus tôt. Les biens pillés sont récupérés à la Scholi Asomaton et transportés par camions à Kándanos. Les récoltes et le bétail sont confisqués pour être utilisés par les troupes allemandes. Les bandes de résistance locales ne peuvent que surveiller, étant largement en infériorité numérique.
George Psychoundakis mentionne dans son livre, The Cretan Runner, que, depuis sa cachette à Ida, il a pu voir la fumée s'élever des villages, pendant plus d'une semaine.

## Conséquences
De nombreux récits de la destruction des villages de Kédros adoptent le récit officiel allemand et cherchent à l'attribuer au fait que les habitants ont donné refuge aux ravisseurs de Kreipe. Ceci est contesté par certains historiens, car l'enlèvement avait eu lieu près de quatre mois plus tôt, le 26 avril 1944, et la pratique allemande habituelle est de mettre en œuvre des représailles immédiates. Une autre explication est que les Allemands ont détruit Kédros pour terroriser la population locale et réduire le risque d'être attaqués pendant leur retraite imminente, qui a finalement commencé début octobre. Selon les termes de Beevor, « l'opération Amarí était essentiellement une campagne de terreur préventive juste avant que les forces allemandes ne se retirent vers l'ouest d'Héraklion avec leur flanc exposé à ce centre de résistance crétois ».
A l'aube du 11 septembre 1944, un détachement local de l'ELAS  encercle la Scholi Asomaton et capture la garnison de l'avant-poste allemand qui y était établie. Plus tard, le même matin, deux camions transportant des troupes allemandes envoyées de Réthymnon sont pris en embuscade sur la crête de la ligne de partage des eaux près du village d'Ag. Apostoloi.
La bataille qui suit est connue sous le nom de bataille des rivières (en grec moderne : Η μάχη των Ποταμών) ; elle se poursuit le lendemain avec l'arrivée des renforts allemands. La bataille des rivières se termine par la victoire de l'ELAS. 20 à 30 Allemands sont tués et d'autres capturés vivants.
Le général Müller est capturé par l'Armée rouge en Prusse-orientale, puis extradé vers la Grèce. Il est jugé à Athènes avec Bruno Bräuer, commandant de la forteresse de Crète, entre 1942 et 1944, pour les atrocités commises sur l'île. Tous deux sont condamnés à mort, le 9 décembre 1946 et exécutés par peloton d'exécution, le 20 mai 1947.
Personne d'autre n'a été traduit en justice et aucune réparation n'a été versée aux survivants. Le village de Smilés n'a jamais été reconstruit. L'anniversaire de la destruction des villages de Kédros est commémoré par des événements organisés à tour de rôle dans un village différent, chaque année.

### Source de la traduction
- (en) Cet article est partiellement ou en totalité issu de l’article de Wikipédia en anglais intitulé « Holocaust of Kedros » (voir la liste des auteurs).